# Bruno Breschi
Bruno Breschi, italijanski zdravnik slovenskega rodu, * 1932, † 2002, Gradež, Italija.

## Odlikovanja in nagrade
Leta 1999 je prejel častni znak svobode Republike Slovenije z naslednjo utemeljitvijo: »za mecenski doprinos slovenski kulturi«.